# Wong Chi-Him
Wong Chi-Him (* 8. April 1994 in Hongkong) ist ein chinesischer Squashspieler aus Hongkong.

## Karriere
Wong Chi-Him begann seine professionelle Karriere in der Saison 2013 und gewann bislang zehn Titel auf der PSA World Tour. Seine höchste Platzierung in der Weltrangliste erreichte er mit Position 79 im April 2017. Bei der Asienmeisterschaft 2017 erreichte er mit dem Achtelfinale sein bestes Resultat bei dem Wettbewerb. Bei den 2023 ausgetragenen Asienspielen 2022 in Hangzhou gewann er sowohl im Mixed mit Lee Ka-Yi als auch mit der Mannschaft die Bronzemedaille. Mit der Hongkonger Nationalmannschaft nahm er 2023 und 2024 an der Weltmeisterschaft teil. 2024 wurde er mit der Mannschaft Vizeasienmeister.

## Erfolge
- Vizeasienmeister mit der Mannschaft: 2024
- Gewonnene PSA-Titel: 10
- Asienspiele: 2 × Bronze (Mixed und Mannschaft 2022)